# ハンス・ミリエス
ハンス・ミリエス（Hans Mollenhauer Millies, 1883年 - 1957年）は、ドイツのヴァイオリニスト、作曲家。音楽教育者。

## 経歴
1883年（明治16年）、シュレースヴィヒ＝ホルシュタイン州ダーゲビュルで生まれる。父は牧師だった。地元のギムナジウムで学んだ後、ベルリン高等音楽学校にて、ヨーゼフ・ヨアヒムとアンドレアス・モーザーに師事。ヴァイオリンを学ぶ。
1910年 （明治43年）（27歳）、中国・上海の共同租界にあった工部局オーケストラのコンサートマスター兼副指揮者に就任する。また、常任指揮者ルドルフ・バックから、その後継者に指名された。
1914年（大正3年）（31歳）、第一次世界大戦が勃発する。上海から、ドイツの租借地であった青島の防衛戦に召集され（膠州湾海軍砲兵大隊第５中隊、後備二等軍楽手）、日本軍と戦う。ドイツ軍の降伏によりミリエスは捕虜となり、当初は福岡俘虜収容所に収容され、その後、1916年（大正5年）10月からは習志野俘虜収容所に移されて、捕虜生活を送る。習志野では、捕虜オーケストラを組織し、数々の演奏会を指揮した。また、習志野では郷土の詩人シュトルムの詩に作曲した歌曲を残している（「閉じておくれ、僕の眼を」Schließe mir die Augen beide）。
1919年（大正8年）（36歳）、ドイツに帰国すると、キール交響楽団のコンサートマスター、続いて1920年（大正9年）（37歳）には、リューベック交響楽団のコンサートマスターに就任した。またこの頃、指揮者のフルトヴェングラーと知り合い、親交を深める一方、リューベック弦楽四重奏団を結成し室内楽においても活躍した。 
1933年（昭和8年）（50歳）に、リューベック国立音楽院および高等音楽院の院長に就任。1939年（昭和14年）（56歳）、シュレースヴィヒ＝ホルシュタイン州立音楽学校の校長に就任する。
1957年（昭和32年）、リューベックにて死去、74歳。
作曲家としてはヴァイオリンの教材を数多く手がけ、代表曲には『ヴァイオリン小協奏曲ニ長調 モーツァルトのスタイルによる』『ヴァイオリン小協奏曲ニ長調 ハイドンのスタイルによる』などがある。